# 가야합동버스정류장
가야합동버스정류장은 경상남도 합천군 가야면 가야시장로 73(야천리 454-4)에 위치한 대한민국의 시외버스정류장이다.
가야면 읍내에 위치하고 있고 정류장 표지판과 매표소만 있으며, 버스는 도로변에 정차한다. 근처 관광지로 대장경기록문화테마파크가 있다.

## 운행 노선
| 방면        | 행선지                                                         |
| ----------- | -------------------------------------------------------------- |
| 충청권 방면 | 대전                                                           |
| 영남권 방면 | 거창, 고령, 귀원, 묘산, 분기, 서대구, 야로, 함양, 합천, 해인사 |